# Диала, Блессинг
Блессинг Ннабугву Диала (англ. Blessing Nnabugwu Diala; род. 8 декабря 1989, Нигерия) — экваториальногвинейская и нигерийская футболистка, нападающий. Чемпионка Африки 2008 года.

## Биография
Блессинг Диала родилась 8 декабря 1989 года в Нигерии.

### Клубная карьера
Играет в футбол на позиции нападающего. В 2006—2009 годах выступала в чемпионате Экваториальной Гвинеи за «Агильяс Вердес».
В 2009-2012 годах выступала за нигерийский «Саншайн Куинз», откуда перешла в сербский «Спартак» из Суботицы.
Сезон-2013 провела в чемпионате Беларуси в составе бобруйской «Бобруйчанки», провела 7 матчей, забила 2 мяча. Завоевала серебряную медаль чемпионата. Провела 2 матча в розыгрыше Кубка УЕФА.
С 2016 года снова играет в Экваториальной Гвинее. В 2016—2017 годах выступала за «Супер Леонас», в 2017—2018 годах защищала цвета «Депортиво де Эвинайонг», в 2018 году снова играла за «Супер Леонас».

### Международная карьера
В 2006—2018 годах за женскую сборную Экваториальной Гвинеи, провела 17 матчей, забила 4 мяча.
В 2008 году завоевала золотую медаль домашнего чемпионата Африки. Открыла счёт в финальном матче против сборной ЮАР (2:1).
В 2011 году участвовала в чемпионате мира в Германии, провела полностью все 3 матча, мячей не забивала.
Также участвовала в чемпионатах Африки 2006 года в Нигерии и 2010 года в ЮАР и Кубке африканских наций 2018 года в Гане.

## Достижения

### Командные
«Бобруйчанка»
- Серебряный призёр чемпионата Беларуси (1): 2013.

Экваториальная Гвинея
- Чемпионка Африки (1): 2008.